# Københavns Lufthavn (metrostation)
Københavns Lufthavn is een bovengronds station van de metro van Kopenhagen dat op 28 september 2007 werd geopend op het vliegveld van de Deense hoofdstad Kopenhagen.

## Geschiedenis
Op 17 juli 1907 begon de Amagerbanen een treindienst op haar spoorlijn aan de oostkant van het eiland Amager tussen Amagerbro en Dragør. In 1925 werd het vliegveld iets ten zuiden van het dorp Kastrup geopend waar de Amagerbanen vanaf 1927  ook een halte had. De reizigersdienst op de lijn werd in 1938 gestaakt en na bijna vijftig jaar werd op 15 juni 1957 de lijn ten zuiden van Kastrup gesloten om de uitbreiding van de luchthaven mogelijk te maken. Het goederenverkeer werd in 1991 gestaakt en in 1992 werd de Ørestadwet aangenomen waarin de Ørestadsselskabet werd belast met de herontwikkeling van Amager inclusief OV-verbindingen. 
Het zwaartepunt van dat project lag aan de westkant van Amager, maar nadat de keuze voor de OV-verbinding op de metro was gevallen werd in het ontwerp van het metronet uit 1995 een vertakking, lijn M2, opgenomen ten behoeve van een toekomstige metrolijn naar het vliegveld. Nadat fase 2 van het metronet op 12 oktober 2003 was voltooid werd in het voorjaar van 2004 begonnen met de derde fase van de metro, de 4,5 kilometer lange Oost-Amagerlijn tussen Lergravsparken en het vliegveld. Behalve de 500 meter lange tunnel aan de noordkant ligt de lijn, met vijf stations, bovengronds op het tracé van de voormalige Amagerbanen.  

## Aanleg
De aanleg van de lijn ten noorden van de E20, de snelweg over de Sontbrug viel onder de Ørestadsselskabet, terwijl de uitbater van het vliegveld het metrostation aldaar, in samenwerking met de Ørestadsselskabet, realiseerde op vrijwel hetzelfde punt als de halte uit 1927, nu echter niet op maaiveld niveau. Het metrostation werd ontworpen door Vilhelm Lauritzen Arkitekter die al in 1939 het tweede luchthavengebouw van Kastrup ontwierp. Hetzelfde architectenbureau ontwierp het spoorwegstation, terminal 3 en de verkeerstoren van het vliegveld. Om architectonisch hierbij aan te sluiten is voor het metrostation gebruik gemaakt van staal, glas en graniet. Op 8 september 2005 werd het hoogste punt van het station bereikt en de voltooiing gevierd. De lijn, waaronder het station, werd op 28 september 2007 geopend door Kroonprins Frederik. Bij de opening werd geschat dat het station iets meer dan 25.000 reizigers per dag zou verwerken.

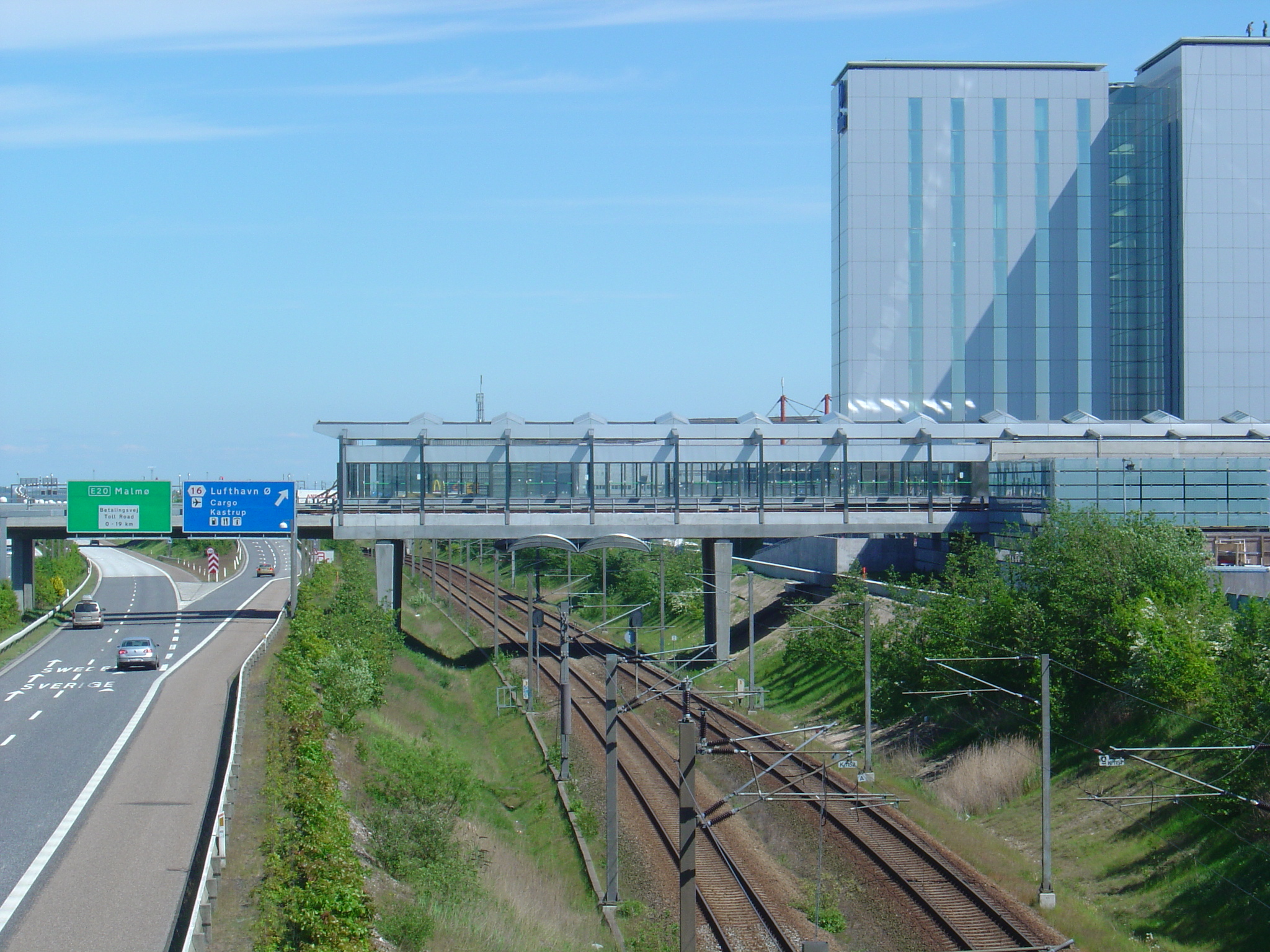
Het station gezien uit het westen.
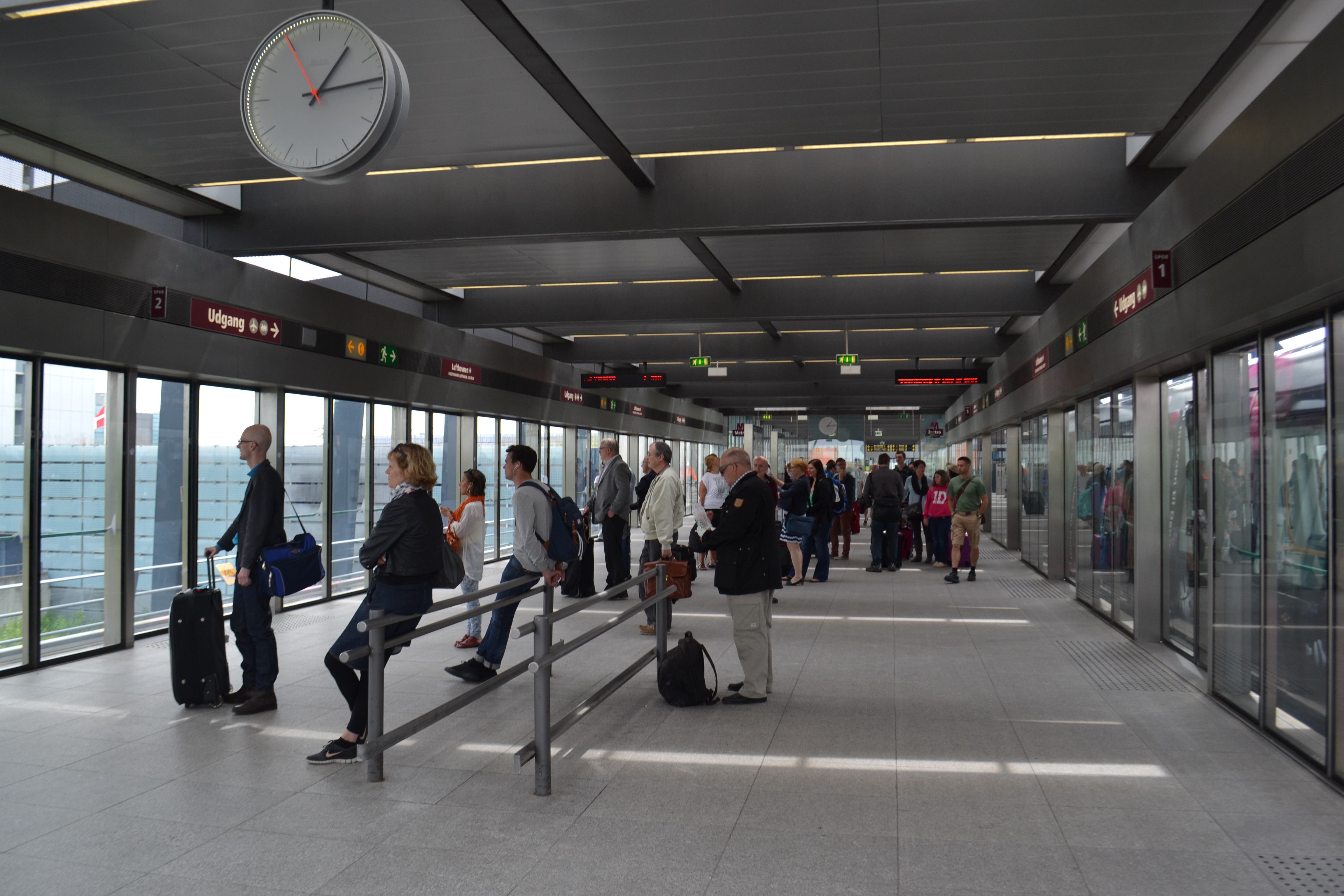
Reizigers op het perron.
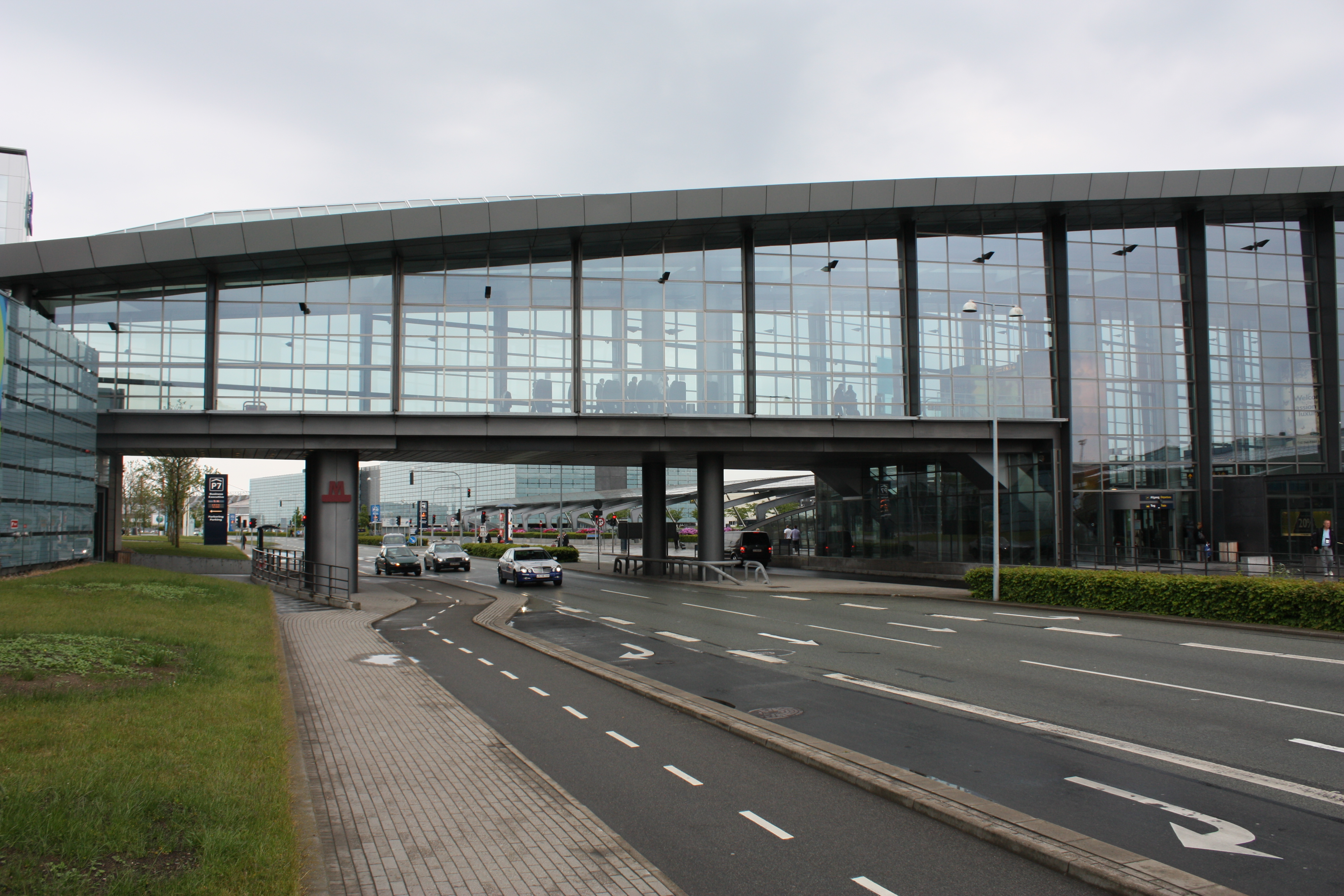
De verbinding tussen station en vliegveld.

## Ligging en inrichting
De constructie bestaat uit twee afzonderlijke bruggen over de E20, en de goederenspoorlijn, waarbij het perron doorloopt tussen de bruggen boven de goederenspoorlijn. De andere helft van het perron en de perronsporen ligt op het dak van een parkeergarage. De stootblokken staan, in verband met een veiligheidsmarge niet helemaal aan het einde van de sporen. Het perron en de sporen zijn ondergebracht in een stalen raamwerk Door een kruiswissel ten noorden van de bruggen is het mogelijk om beide sporen in beide richtingen te berijden en ten noorden van het kruiswissel rechts te houden. Het perron is van de sporen gescheiden door een perronscherm met perrondeuren, de toegang ligt aan het zuideinde van het perron. Hier zijn roltrappen en een vaste trap naar de straat en op perronniveau is een doorgang naar de noordelijke vleugelpunt van Terminal 3 zodat reizigers een inpandige verbinding met het vliegveld en het spoorwegstation, dat haaks op de metro ligt, hebben. In 2012 bedroeg de aanloop gemiddeld 8.900 reizigers per dag.

Vanløse  · Flintholm  · Lindevang · Fasanvej · Frederiksberg · Forum · Nørreport   · Kongens Nytorv · Christianshavn · Amagerbro · Lergravsparken · Øresund · Amager Strand · Femøren · Kastrup · Københavns Lufthavn 